# 社台牧場
社台牧場（しゃだいぼくじょう）は北海道白老町にある競走馬の生産牧場である。創業者は吉田善助。
なお、社台牧場と名前が似ている社台ファームは、代表者同士が親戚でありかつては同一組織であったが、現在は全く別の牧場である（後述）。

## 歴史

### 白老牧場時代
- 1887年 - 片倉家の主従（添田達吉、日野久橘、泉麟太郎ら）が社台村に牧場地330haの貸与を受け、馬の繁殖を開始[3]。
- 1893年 - 同解散[3]。
- 1898年 - 道内外の資本家（磯嘉伊助、田宮善次郎、安藤源五郎、柴田長道、武富平作ら）が共同で社台村に牧場地の貸付申請を行う。白老牧場という名称で馬の飼育及び品種改良を開始し、1908年には300頭のサラブレットを所持[3]。

### 徳川牧場時代
- 1918年 - 白老牧場の所有権が徳川慶久（徳川慶喜の7男）に移り、管理人が多羅尾光男となる。徳川牧場に改称[3]。

### 社台牧場時代
- 1928年 - 当時札幌月寒で牛の牧場を経営していた吉田善助が、徳川牧場を十年年賦で購入。社台牧場を創設し、乳牛飼育とサラブレッドの育成を開始。
- 1929年 - 善助がアメリカから種牡馬としてポリグノータス[4][5]、繁殖牝馬としてデッドインデアン等を輸入。
- 1932年 - デッドインデアンの仔であるヨシキタが第1回東京優駿大競走に出走し、16着に敗れる。
- 1935年 - アメリカから種牡馬ステーツマン[6][7]を輸入。初年度産駒であるルーネラ[8]が後に阪神優駿牝馬を制覇。
- 1939年 - 千葉県富里市に40haの土地を購入し、千葉社台牧場を開設。
- 1945年 - 吉田善助が死去。事実上、白老の代表が長男の吉田善一と二男の吉田善二郎、千葉の代表が三男の吉田善哉となる[3]。
- 1947年 - 白老社台牧場の所有権が吉田善一から吉田善伍(吉田善一の長男)に移る。社名を合名会社社台牧場に変更[3]。
- 1955年 - 吉田善哉が代表である千葉社台牧場が社台牧場から独立。後に社台ファームと改名。

独立後の千葉社台牧場の歴史は社台ファームを参照

## 吉田家との関連
- 吉田善助の父は吉田善太郎であり、札幌市の開拓功労者の一人として藍綬褒章を受章している。

- 吉田善太郎の弟である吉田権太郎は吉田牧場を創業し、リュウズキやテンポイントなどの競走馬を輩出した。

- 吉田善助の二男である吉田善二郎は社台牧場から独立して習志野牧場を開設した。

- 吉田善助の三男である吉田善哉は社台牧場から独立して社台グループを築いた[9]。

## 主な生産馬
括弧内は主な勝ち鞍

### 1920年代
- ユレカ（1929年産：1932年帝室御賞典（札幌））

### 1930年代
- リードアン（1934年産：1938年中山農林省賞典障碍）
- エスパリオン（1935年産：1940年目黒記念（春）、中山記念（秋））
- ゼンサ（1936年産：1940年目黒記念（秋））
- マルタケ（1936年産：1939年京都農林省賞典四歳呼馬、1941年帝室御賞典（春））[10][11]
- エステイツ（1937年産：1941年中山記念（春）、帝室御賞典（秋））[12]
- ルーネラ（繁殖名ブルーネラ）（1937年産：1940年阪神優駿牝馬）[8]
- ステーツ（1938年産：1942年目黒記念（秋））
- ステーツイブキ（繁殖名イブキヤマ）（1939年産：1943年目黒記念（秋））[13][14]
- ロックステーツ（繁殖名ロックフェル）（1939年産：1942年阪神優駿牝馬）[15]

### 1940年代
- レダ（1949年産：1953年天皇賞（春）、中京開設記念、京都記念（秋））[16][17]

### 1950年代
- ガイセイ（1950年産：1954年金杯（東））[18]
- カンセイ（繁殖名ジプシーネラ）（1950年産：1953年桜花賞）[19][20]
- ブルレット（1950年産：1953年中山記念）[21][22]
- ナンシーシャイン（1952年産：1955年スプリングステークス、1956年金盃）[23]
- アカツキ（1953年産：1956年クイーンステークス）[24][25]
- ヘキラク（1953年産：1956年皐月賞、1956年クモハタ記念、1957年安田記念）[26][27]
- ミスヤマト（繁殖名ブラックターキン）（1954年産）[28][29]
- ラプソデー（1954年産：1957年菊花賞、1959年安田記念）[30][31]

### 1960年代
- パスポート（1960年産：1963年毎日杯、朝日チャレンジカップ、1964年阪急杯、1965年中京記念）[32][33]
- ヤマヒロ（1961年産：1965年京阪杯）[34][35]
- ブルターニユ（1963年産：1966年京都4歳特別）[36][37]
- マーブルアーチ（1964年産：1967年ゴールドカップ、1968年開設記念）[38][39]
- メリーダンサー（1964年産：1970年京都大障害（秋）、1971年東京障害特別（春））[40][41]
- セプターシロー（1966年産：1969年クイーンカップ）[42][43]

### 1970年代
- リマンドタイコウ（1975年産：1977年青雲賞、東京３歳優駿牝馬）[44][45]
- タマモアサヒ（1976年産：1978年阪神3歳ステークス）[46][47]
- ホーワセキト（1978年産：1981年函館記念）[48][49]

### 1980年代
- ブンゴフォード（1985年産：1988年中津ダービー）[50][51]
- マーキュリーエル（1985年産：1992年サラブレッド大賞典）[52][53]
- シンコウアンクレー（1986年産：1991年中山大障害（春））[54][55]

### 1990年代
- ユウトウセイ（1990年産：1997年京都記念）[56][57]
- ザマハヤブサ（1991年産：1994年しらさぎ賞）[58][59]
- マツノカラー（1993年産：1996年ニューイヤーカップ、栄城賞、佐賀菊花賞）[60][61]
- ダービーレグノ（1998年産：2001年シンザン記念、2003年新潟記念）[62][63]

### 2010年代
- コミュニティ（2010年産：2014年ニューイヤーカップJBC2014、青藍賞、絆カップ、桐花賞、2015年あすなろ賞、みちのく大賞典、2016年あすなろ賞）[64][65]
- レッドラディエンス（2019年産：2024年七夕賞）[66][67]